# Ospo

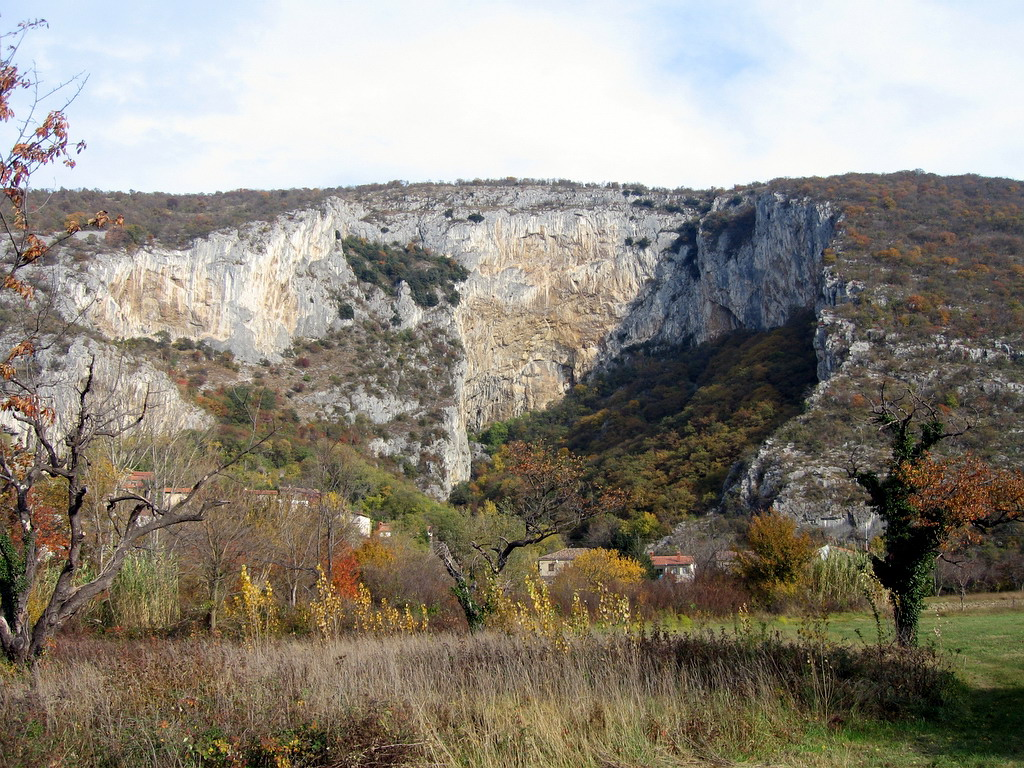
La parete di roccia alle spalle del paese di Ospo. In alto a sinistra si trova la grotta da cui nasce il Rio Ospo

L'Ospo (in sloveno Osapska reka), o "rio Ospo",  è un fiume italo-sloveno.
Nasce nella sorgente fortificata della "grotta di Ospo" (Izvirna Jama Grad o Osapska jama), nella località di Ospo (Osp) del comune sloveno di Capodistria, a pochi chilometri dal confine italo-sloveno. Il fiume entra quindi in Italia presso Crociata (frazione di San Dorligo della Valle in provincia di Trieste), scorre nella piana delle Noghere e sfocia infine nel vallone di Muggia.
Il fiume segna il confine geografico settentrionale dell'Istria.
Dal 1420 al 1797, per un breve tratto (presso l'attuale Crociata di Prebenico), segnò il confine tra i domini della Serenissima e i domini asburgici.
Nella parte italiana, la valle solcata da questo corso d'acqua è delimitata sulla destra dal Monte d'Oro e sulla sinistra dai rilievi coperti dal bosco di Vignano. È formata da terreni alluvionali recenti, con ricca componente argillosa. Nella zona di Vignano è presente anche l'area protetta dei Laghetti delle Noghere.
L'ultima parte del Rio Ospo ospita anche una società di pesca sportiva dove sono ormeggiate parecchie imbarcazioni sul lato destro del fiume.
Gli affluenti del Rio Ospo sono:
- affluenti di sinistra: torrente Rabuiese, torrente Menariolo, Trnovica
- affluenti di destra: torrente del Diavolo, torrente di S. Servolo[2] (Zasedski potok), torrente Prebenich[2] (Prebenški potok)